# La Charmée
La Charmée ist eine französische Gemeinde mit 680 Einwohnern (Stand: 1. Januar 2022) im Département Saône-et-Loire in der Region Bourgogne-Franche-Comté. Sie gehört zum Arrondissement Chalon-sur-Saône und zum Kanton Saint-Rémy. Die Bewohner werden Charmillats und Charmillates genannt.

## Geografie
La Charmée liegt etwa acht Kilometer südwestlich von Chalon-sur-Saône. Umgeben wird La Charmée von den Nachbargemeinden Givry im Norden und Nordwesten, Saint-Rémy im Norden und Nordosten, Sevrey im Osten und Nordosten, Saint-Loup-de-Varennes im Osten, Varennes-le-Grand im Südosten, Saint-Ambreuil im Süden und Südosten, Saint-Germain-lès-Buxy im Süden und Südwesten sowie Granges im Westen.

## Bevölkerungsentwicklung
| Jahr                       | 1962 | 1968 | 1975 | 1982 | 1990 | 1999 | 2006 | 2012 | 2020 |
| Einwohner                  | 290  | 266  | 324  | 529  | 604  | 570  | 658  | 692  | 684  |
| Quellen: Cassini und INSEE |      |      |      |      |      |      |      |      |      |

## Sehenswürdigkeiten

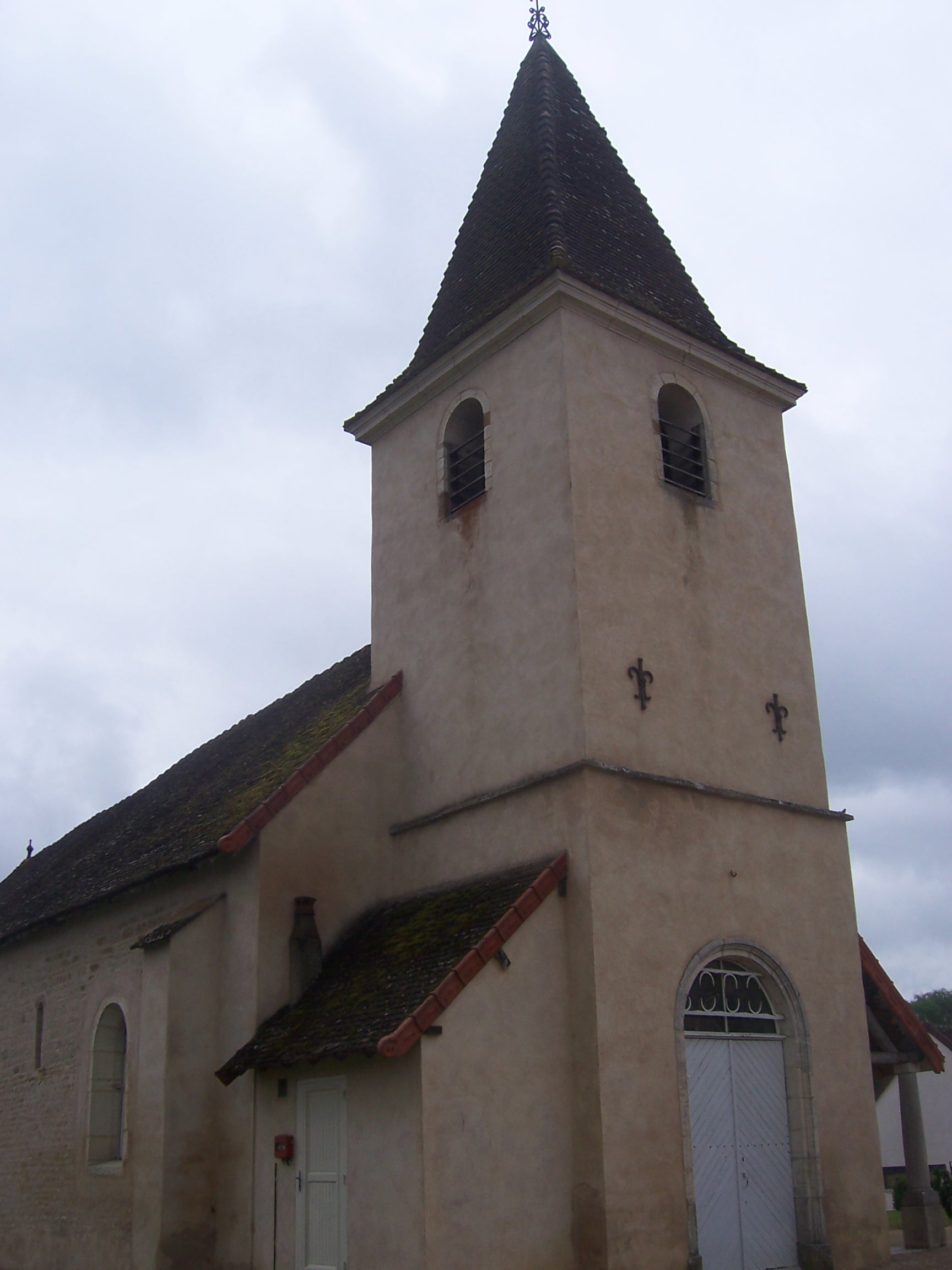
Kirche Saint-Odilon

- Kirche Saint-Odilon